# Гауф (деревня)
Га́уф — деревня в Азовском немецком национальном районе Омской области, административный центр Гауфского сельского поселения.
Основано в 1898 году
Население — 1417 чел. (2023)

## Физико-географическая характеристика
Село находится в лесостепной зоне Омской области, в пределах Ишимской равнины, являющейся частью Западно-Сибирской равнины). Высота центра населённого пункта — 84 метров над уровнем моря. Гауф расположен по правой стороне небольшой балки, ведущей к реке Иртыш (населённый пункт расположен в 5 км от Иртыша). В окрестностях деревни распространены чернозёмы обыкновенные.
Гауф расположен в 32 километрах к югу от центра Омска и 33 км к востоку от районного центра села Азово.
Климат
Климат резко континентальный (согласно классификации климатов Кёппена — влажный континентальный климат (Dfb) с тёплым летом и холодной и продолжительной зимой), с явно выраженными климатическими сезонами и значительными колебаниями температур в течение года. Многолетняя норма осадков — 388 мм. Наибольшее количество осадков выпадает в июле — 61 мм, наименьшее в марте — 14 мм. Среднегодовая температура положительная и составляет + 1,4° С, средняя температура самого холодного месяца января − 17,3° С, самого жаркого месяца июля + 19,8° С.
Часовой пояс
Гауф, как и вся Омская область, находится в часовой зоне МСК+3. Смещение применяемого времени относительно UTC составляет +6:00.

## История
По воспоминаниям старожилов, основано в 1898 году, когда на месте нынешней деревни Кондрат Кондратьевич Гауф основал свой хутор на арендованной у казаков Новой станицы земле. В годы образования местных органов власти (сельсоветов) Гауф-хутор включается в состав Кручинского сельсовета и находится в нём до 1930-х годов, а затем переведён в состав Звонарёвокутского.
В 1920-е развивается кооперативное движение, создаются небольшие объединения для облегчения крестьянского труда. В 1928 году создаётся товарищество по обработке земли «III Интернационал», в который вошло 9 хозяйств и 45 душ — четверть от тогдашнего населения деревни. В 1931 году учреждается колхоз имени «XIII лет РККА».
В годы войны в Гауфе разместили несколько семей эвакуированных, перемещенных из Поволжья. Часть местного населения была мобилизована в трудармию.
В 1951 году колхоз «XIII лет РККА» присоединяют к колхозу имени К. Маркса (центр Звонарёв Кут). В 1957 году Гауф включают в совхоз «Сосновский» на правах отделения. В начале 1960-х годов Гауф попадает в разряд «бесперспективных». Утрата хозяйственной самостоятельности, прекращение капитального строительства хозяйственных и социально-бытовых объектов приводит к сокращению населения. В деревне функционировала только начальная школа, дом-лавки, клуб на 50 мест, отсутствовала телефонная связь.
Резко изменилась ситуация в 1973 году, когда по решению Министерства сельского хозяйства на базе отделения Гауф началось строительство птицефабрики «Изюмовская». Новостройка привлекла десятки строителей, специалистов. За годы действия птицефабрики был возведён ряд капитальных производственных, социальных и жилых объектов: построены кирпичные благоустроенные жилые дома, создана сеть водопровода с заборными колонками, сооружён дом культуры на 400 мест. В 1991 году открыто новое здание средней школы.

## Население
| 1920  | 1939  | 1959  | 1973  | 1989  | 2002  | 2010  |
| ----- | ----- | ----- | ----- | ----- | ----- | ----- |
| 174   | ↗299  | ↗330  | ↘230  | ↗1260 | ↘1137 | ↗1212 |
| 2011  | 2012  | 2013  | 2014  | 2015  | 2016  | 2017  |
| ↗1213 | ↗1244 | ↗1271 | ↗1311 | ↗1312 | ↗1320 | ↗1321 |
| 2018  | 2019  | 2020  | 2021  | 2023  |       |       |
| ↗1327 | ↗1342 | ↗1365 | ↗1434 | ↘1417 |       |       |

В 1989 году 50 % населения деревни составляли немцы.

## Инфраструктура
В деревне имеется средняя школа с преподаванием немецкого языка, филиалы детской музыкальной школы, детский сад, станция юных техников, библиотека, сельский дом культуры, центр немецкой культуры, несколько частных магазинов.